# 日本人の国民性調査
日本人の国民性調査（にほんじんのこくみんせいちょうさ）は統計数理研究所が1953年に始めた5年ごとの社会調査（世論調査）。長期間継続して時代変化の少ない項目を調査することで、変動のない基礎資料が得られ、これを基にした調査方法の開発にもつながっている。
日本人のものの見方や考え方とその経年変化を、社会調査によってとらえようとするものである。基本的に毎回同じ調査手法・同じ調査項目を用いて実施している。主な調査項目は以下のとおりである。
- 基本項目
- 個人的態度
- 宗教
- 子供・家
- 身近な社会
- 男女の差異
- 一般の社会的問題
- 政治的態度
- 日本人・人種

## 調査方法
調査は全国から無作為に選んだ成人（後に80歳未満の条件も加えられた）を対象に、個別訪問による聞き取り調査の形式で行われる。第8次までは統計数理研究所が実施し、第8次以降は同研究所に委託された専門調査会社が実施した。

## 沿革
- 1953年 第1次全国調査を行う。
- 1973年 第5次全国調査を行う。調査項目の増加に対処するため、この年から調査票をK型とM型の二種類とした。
- 1993年 第9次全国調査を行う。この年から調査の実施を専門調査会社に委託した。
- 2008年 第12次全国調査を行う。